# 모나코의 국기

모나코의 국기 비율 4:5 (또는 2:3)

모나코의 국기는 1881년 4월 4일에 제정되었다. 빨간색과 하얀색 두 가지 색은 그리말디 왕조를 상징하는 색으로, 1339년에 처음 사용되었다. 폴란드의 국기와는 색 배치가 반대이며, 싱가포르의 국기, 인도네시아의 국기와는 비율, 빈의 시기의 국기와는 크기를 제외하면 거의 비슷한 형태이다. 이 때문에 인도네시아 정부가 국기 디자인 변경을 모나코 정부에 요청한 적이 있었다.

## 색상
| 색상 | 빨강                | 하양                  |
| ---- | ------------------- | --------------------- |
| RGB  | 206–17–38 (#CE1126) | 255–255–255 (#FFFFFF) |

## 여러 가지 기

그리말디 가의 기
모나코 정부기